# Clonaria gracilipes
Clonaria gracilipes är en insektsart som först beskrevs av John Obadiah Westwood 1859.  Clonaria gracilipes ingår i släktet Clonaria och familjen Diapheromeridae. Inga underarter finns listade i Catalogue of Life.